# Cour d'appel de Caltanissetta
La cour d'appel de Caltanissetta est une des 26 cours d'appel italiennes, une des quatre dans la région de la Sicile.
Son ressort (distretto) comprend les tribunaux (tribunali ordinari) de Caltanissetta, Enna et Gela, ainsi que 11 sièges des juges de paix (Giudici di pace).

## Histoire
Les organes juridictionnels de Caltanissetta (Tribunale civile et Gran Corte Criminale) datent à 1819, quand la ville faisait partie du royaume des Deux-Siciles.
Après le passage au royaume d'Italie, elle fut siège du tribunal et de la cour d’assises. En 1930 elle est devenue une chambre détachée de la cour d'appel de Palerme, jusqu'à la création de la cour d'appel de Caltanissetta en 1948
.

## Compétence territoriale
Les ressorts sont mis à jour selon la Loi 27 février 2015 no 11.

## Tribunale di Caltanissetta

### Giudice di pace di Caltanissetta
Bompensiere, Caltanissetta, Delia, Marianopoli, Milena, Montedoro, Resuttano, Riesi,  San  Cataldo, Santa  Caterina  Villarmosa, Serradifalco, Sommatino

### [Giudice di pace di Mussomeli]
(supprimé)
Acquaviva  Platani, Campofranco, Mussomeli, Sutera, Vallelunga Pratameno, Villalba

## Tribunale di Enna

### Giudice di pace di Agira
Agira, Gagliano Castelferrato

### Giudice di pace di Centuripe
Catenanuova, Centuripe

### Giudice di pace di Enna
Aidone, Barrafranca, Calascibetta, Enna, Pietraperzia, Valguarnera Caropepe, Villarosa

### Giudice di pace di Leonforte
Assoro, Leonforte, Nissoria

### Giudice di pace di Nicosia
Capizzi, Nicosia, Sperlinga

### Giudice di pace di Piazza Armerina
Piazza Armerina

### Giudice di pace di Regalbuto
Regalbuto

### Giudice di pace di Troina
Cerami, Troina

## Tribunale di Gela

### Giudice di pace di Gela
Butera, Gela, Mazzarino

### Giudice di pace di Niscemi
Niscemi

## Autres organes juridictionnels compétents pour le ressort

### Chambres spécialisées
- Corte d'assise (cour d’assises) : Caltanissetta
- Corte d'assise d’appello (cour d'assises d'appel) :  Caltanissetta
- Sezione specializzata in materia di impresa (chambre pour les entreprises) auprès du tribunal et de la cour d’appel de Palerme
- Tribunale regionale delle acque pubbliche (eaux publiques) : Palerme

### Justice pour les mineurs
- Tribunale per i minorenni (tribunal pour mineurs): Caltanissetta
- Cour d’appel de Caltanissetta, sezione per i minorenni (chambre pour les  mineurs)

### Surveillance
Organes juridictionnels pour l’exécution et le contrôle de la peine 
- Magistrato di sorveglianza :  Caltanissetta
- Tribunale di sorveglianza : Caltanissetta

### Justice fiscale
- première instance : Commissione tributaria provinciale (CTP) : Caltanissetta et Enna
- appel : Commissione tributaria regionale (CTR) de la Sicile, chambre détachée de Caltanissetta

### Justice militaire
- Tribunale militare : Naples
- Corte d’appello militare :  Rome

### Justice des comptes publics
- Corte dei conti[4] :
  - première instance : Sezione giurisdizionale (chambre juridctionnelle), Sezione di controllo (chambre de contrôle), Procura regionale (ministère public) auprès de la chambre juridictionnelle pour la région de la Sicile – Palerme
  - appel : Sezione giurisdizionale d’appello (chambre d’appel), Procura generale d’appello (procureur général) – Palerme
  - Chambres réunies - Palerme

### Justice administrative
- Tribunale amministrativo regionale (tribunal administratif régional) pour la Sicile (Palerme)[5]
- Consiglio di giustizia amministrativa per la Regione siciliana (cour administrative d'appel pour la Sicile) (Palerme)[6]

### Usi civici
Organe statuant sur les propriétés collectives et les droits d’usage
- Commissariato per la liquidazione degli usi civici de la Sicile : Palerme